# Lycaugesia teneralis
Lycaugesia teneralis är en fjärilsart som beskrevs av Walker 1865. Lycaugesia teneralis ingår i släktet Lycaugesia och familjen nattflyn. Inga underarter finns listade i Catalogue of Life.